# E = mc² (recueil)
Pour les articles homonymes, voir E=mc2 (homonymie).
E = mc2 est un recueil de nouvelles de science-fiction écrit par Pierre Boulle et publié en 1957.

## Résumé des nouvelles

### Les Luniens
Les États-Unis et l'URSS envoient secrètement des missions humaines sur la Lune. Les deux missions se rencontrent et confondent l'autre avec des Luniens, et parviennent à se communiquer des détails sur leurs civilisations respectives sans qu'un parti réalise le quiproquo. Ils envoient chacun de leur côté des rapports élogieux sur les « Luniens » à leur état-major stupéfait, où ils expliquent la grandeur de ce peuple, de son système politique, économique et philosophique et suggèrent de s'en inspirer. Lorsque les deux missions comprennent enfin la réalité de la situation, ils sont effondrés et ils quittent précipitamment la Lune avant de la faire exploser car il s'agit d'un point stratégique trop important pour le laisser à l'ennemi.

### L'amour et la pesanteur
Les pionniers du premier voyage sur un satellite artificiel reviennent sur Terre et toute la presse s'y intéresse. Un journaliste insiste auprès des astronautes pour qu'ils lui révèlent des détails piquants sur les conditions de vie en apesanteur, et ils lui répondent tous de s'adresser à Joë, qui n'a pas tenu à répondre à la presse. Le journaliste retrouve Joë et le convainc de lui raconter son anecdote. Ce dernier explique que lui et sa fiancée Betty ont eu l'idée de se marier dans l'espace. Ceci étant fait, ils s'apprêtent à passer leur première nuit de noces. Joë explique alors dans une longue tirade les difficultés grotesques que les jeunes mariés ont eu pour faire l'amour en apesanteur. Il demande au journaliste de bien raconter l'histoire, afin que son expérience déplaisante serve au moins à quelque chose. 

### E = mc2ou le roman d'une idée
En 1938 à Rome, le professeur Luchesi reçoit un coup de téléphone de Suède qui lui révèle qu'il gagne le prix Nobel pour ses travaux sur l'équivalence de l'énergie et de la matière. Avec sa femme, il en profite alors pour s'exiler de l'Italie fasciste, car le monde totalitaire persécute les relativistes. Il rencontre en Norvège plusieurs autres scientifiques. Ils décident ensemble d'utiliser le principe de la formule E=mc2 pour créer de la matière à partir d'une énergie (plutôt que l'inverse) ce qui permettrait de montrer au monde totalitaire la grandeur de la science libre et apporter paix et joie au monde. Luchesi propose de capter l'énergie des étoiles ; le rayonnement cosmique inépuisable qui bombarde la Terre. Les scientifiques s'exilent tous aux États-Unis car ils estiment qu'il s'agit du pays le plus libre et le plus prompt à accueillir et financer les travaux scientifiques. Einstein et les autres scientifiques sont questionnés par le Président et l'armée américaine s'ils pourraient construire une bombe avec le principe de la formule E=mc2, mais tous étant pacifistes et souhaitant que la science crée plutôt que ne détruise, ils soutiennent que c'est impossible. Ils obtiennent des financements pour leurs travaux de création de matière, et quelques années plus tard ils créent enfin les premiers atomes d'uranium. La Seconde Guerre mondiale touche à sa fin, seul le Japon résiste encore face aux alliés. Par les conseils des scientifiques, les États-Unis décident d'utiliser la nouvelle invention pour créer de la matière au-dessus de la ville d'Hiroshima et prouver à toute la population la grandeur du monde libre, et les convaincre alors de choisir la paix et le développement scientifique plutôt que la guerre et la répression. Des fleurs d'uranium sont créées dans le ciel d'Hiroshima et se multiplient et descendent lentement sur le sol de la ville sous les applaudissements et cris de joie de la population. Mais la réaction en chaîne fait que les fleurs d'uranium se multiplient de façon incontrôlable, et finissent par submerger et détruire la ville entière avec sa population, au grand désespoir des scientifiques.

## Publication
E = mc2 est publié pour la première fois en 1957 par les éditions Julliard, et est le deuxième recueil de nouvelles de Pierre Boulle après Contes de l'absurde, également de science-fiction. Les nouvelles Les Luniens, L'amour et la pesanteur et E = mc2 ou Le roman d'une idée ont été regroupés avec d'autres histoires courtes et romans de science-fiction de Pierre Boulle dans la même publication intitulée Étrange Planète et publiée en 1998 par les éditions Omnibus. En 2011, cet intégral est réédité sous le titre La Planète des singes et autres romans.